# Марченки (Миргородский район)
Марченки́ (укр. Марченки) — село,
Беликовский сельский совет,
Миргородский район,
Полтавская область,
Украина.
Код КОАТУУ — 5323280203. Население по переписи 2001 года составляло 58 человек.
Село указано на трехверстовке Полтавской области. Военно-топографическая карта.1869 года как хутор Марченков (Садни)

## Географическое положение
Село Марченки находится на расстоянии в 1 км от сёл Лещенки и Милашенково.